# 恋人は心の応援団
「恋人は心の応援団」(こいびとはこころのおうえんだん)は、2001年10月17日にzetima（現・UP-FRONT WORKS zetimaレーベル）から発売されたカントリー娘。に石川梨華（モーニング娘。）の2ndシングル。

## 解説
カントリー娘。に石川梨華を加えた2作目で、カントリー娘。としては、6作目のシングルになる。

## 収録曲
全作詞・作曲：つんく
1. 恋人は心の応援団
編曲：高橋諭一
2. 恋人は心の応援団 (Hyper Dance Version)
編曲：川名卓馬
3. 恋人は心の応援団 (Instrumental)

## 参加ミュージシャン
恋人は心の応援団
- プログラミング&ギター：高橋諭一
- ベース：松原秀樹
- コーラス：つんく

## カバー
- スマイレージ - シングル「ドットビキニ」（2012年5月2日発売）通常盤のカップリングとして収録。